# Lisa Leslie
Lisa Leslie, född den 7 juli 1972 i Gardena, Kalifornien, är en amerikansk basketspelerska som tog OS-guld 2008 i Peking. Detta var USA:s fjärde OS-medalj i dambasket i rad. Leslie var även med och tog OS-guld 2004 i Aten,  OS-guld 2000 i Sydney och  OS-guld 1996 i Atlanta. Tillsammans med Teresa Edwards är hon den enda basketspelaren som tagit fyra olympiska guldmedaljer.